# 에드워드 월터 마운더
에드워드 월터 마운더(Edward Walter Maunder, 1851년 4월 12일 – 1928년 3월 21일)는 영국의 천문학자였다. 흑점과 태양 자기 주기에 대한 그의 연구는 현재 마운더 극소기로 알려진 1645년부터 1715년까지의 기간을 식별하는 데 기여했다.

## 어린 시절 및 개인 생활
마운더는 1851년 런던에서 웨슬리안 사회 목사의 막내아들로 태어났다. 그는 킹스 칼리지 런던에 다녔지만 졸업하지는 못했다. 그는 학비를 마련하기 위해 런던 은행에서 일했다.
1873년 마운더는 왕립 천문대로 돌아와 분광학 조수로 일하게 되었다. 얼마 지나지 않아 1875년 이디스 해나 버스틴과 결혼하여 네 아들(한 명은 유아기에 사망)과 두 딸을 포함한 여섯 자녀를 두었다. 1888년 이디스가 사망한 후, 1890년 그는 케임브리지의 거튼 칼리지에서 교육받은 수학자이자 천문학자인 애니 스콧 딜 러셀(후에 애니 러셀 마운더)을 만나 평생 동안 협력했다. 그녀는 1890년부터 1895년까지 천문대에서 "여성 계산수"로 일했다.
1895년 마운더와 러셀은 결혼했다. 1916년 애니 마운더는 왕립천문학회에 입회한 최초의 여성 중 한 명이 되었다.

## 태양 관측

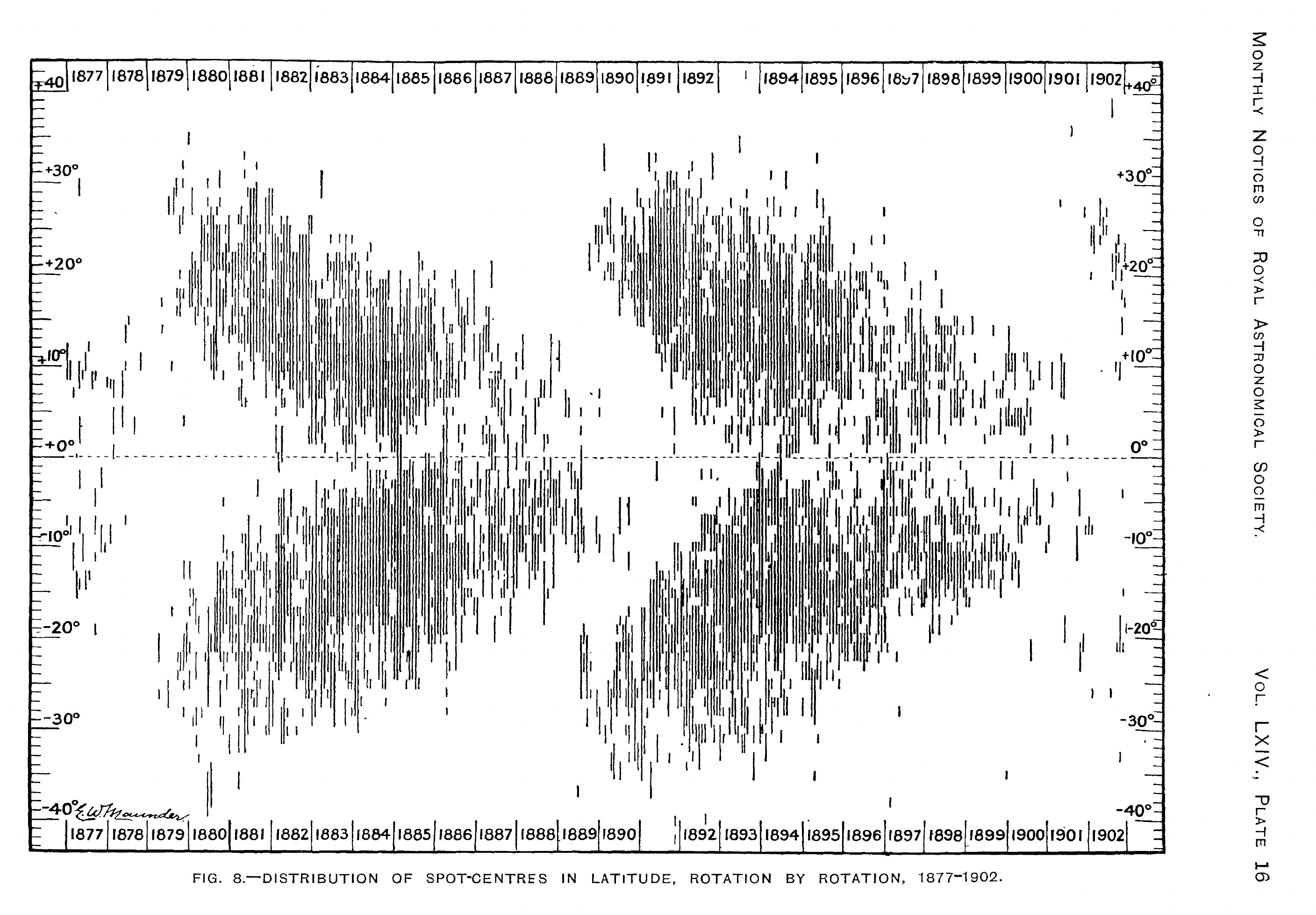
마운더, E.W.: 흑점 중심의 위도 분포 (나비 다이어그램, 1877-1902), 1904년. 마운더의 "태양 흑점의 지리적 위도 분포에 대한 주석" 논문(왕립천문학회 월간 공지(MNRAS) 64: 747-761)의 그림 8.

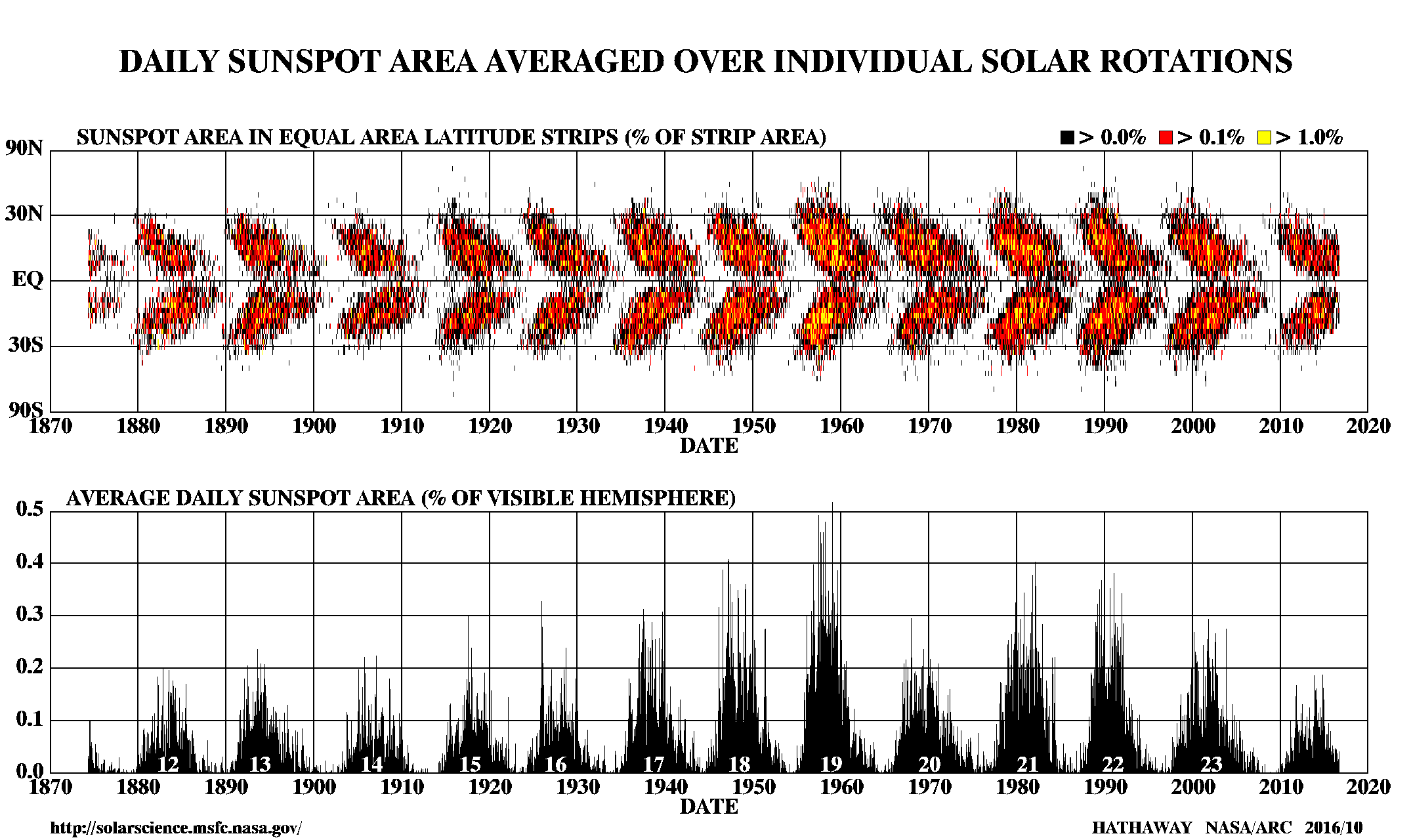
그림 2: 마운더의 흑점 "나비 다이어그램"의 현대 버전. (이 버전은 NASA 마셜 우주 비행 센터의 태양 그룹에서 제공.)

천문대에서 마운더의 업무 중 일부는 흑점을 촬영하고 측정하는 것이었는데, 이 과정에서 그는 흑점이 발생하는 태양 위도가 11년 주기를 따라 규칙적으로 변한다는 것을 관찰했다. 1891년 이후에는 그의 아내 애니 마운더가 이 일을 도왔다. 1904년, 그는 그들의 연구 결과를 나비 다이어그램 형태로 발표했다.
흑점의 태양 위도 변화를 찾기 위해 다른 천문대 기록 보관소의 오래된 기록을 조사한 구스타프 슈푀러의 연구를 연구한 후, 마운더는 1890년에 왕립천문학회에 슈푀러의 결론에 대한 논문을 발표했고 1894년에 발표된 논문에서 17~18세기에 장기간의 흑점 극소기가 존재했음을 보여주기 위해 결과를 분석했다. 슈푀러가 처음 인식했던 이 기간은 현재 마운더 극소기라는 이름으로 불린다.
그는 관측을 위해 서인도 제도, 라플란드, 인도, 알제, 모리셔스 등 여러 곳을 광범위하게 여행했다. 그의 마지막 일식 원정은 캐나다 정부의 초청으로 1905년 8월 30일 일식을 위해 래브라도로 향하는 것이었다.

## 기타 천문 관측

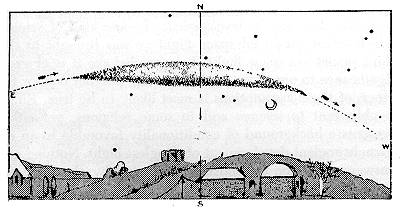
1882년 11월 17일의 이상한 현상. 마운더가 옵저버토리 1883년 6월호(pp. 192–193) 및 1916년 4월호(pp. 213–215)에 관측하고 기술한 것으로, 그는 이를 "오로라 광선" 및 "이상한 천상의 방문자"라고 불렀다. 이 현상을 관측한 천문학자이자 오로라 전문가인 존 랜드 캐프론의 그림, 서리주, 길드다운 천문대, 영국. 1883년 5월호 철학 매거진에서 발췌.

1882년 마운더(및 다른 유럽 천문학자들)는 그가 "오로라 광선"이라고 부른 것을 관측했다. 아직 설명되지 않은 이 현상은 야광운이나 상위 탄젠트 아크와 외형적으로 유사했다. 그러나 마운더는 이 현상이 지평선에서 지평선으로 빠르게 움직였다고 기술했는데, 이는 야광운이나 상위 탄젠트 아크를 배제하는 요인이다. 또한, 상위 탄젠트 아크는 관측이 이루어진 야간에는 발생할 수 없다. 그는 매우 강렬한 오로라 활동 중에 관측을 했기 때문에, 이를 비정상적인 오로라 현상으로 가정했지만, 그 이전이나 이후에는 다시는 관측하지 못했다.
그는 화성을 관측했으며 화성의 운하 개념에 회의적이었다. 그는 표시된 원형 디스크를 사용하는 시각 실험을 수행하여 운하를 보는 것이 착시 현상으로 발생한다는 결론을 내렸고, 이는 정확했다. 또한 그는 화성에는 온도 평형 바람이 없고 평균 기온이 너무 낮기 때문에 "우리 세계와 같은" 생명체가 존재할 수 없다고 확신했다. 화성과 달의 충돌구는 그와 그의 아내 애니를 기리기 위해 이름 붙여졌다.

## 영국 천문 협회 설립
1890년, 마운더는 영국 천문 협회 설립에 주도적인 역할을 했다. 그는 1875년부터 왕립천문학회 회원이 되었지만, 마운더는 모든 사회 계층의 천문학에 관심 있는 모든 사람, 특히 여성에게 개방된 천문학자 협회를 원했다.
마운더는 BAA 저널의 초대 편집장이었으며, 이 직책은 나중에 그의 아내 애니 마운더가 맡았다. 그는 또한 1892년부터 1893년까지 화성 섹션 이사, 1900년부터 1901년까지 별 색깔 섹션 이사, 1894년부터 1896년까지 회장, 그리고 마지막으로 1910년부터 1925년까지 태양 섹션 이사를 역임했다. 그의 형 토머스 프리드 마운더(1841년 – 1935년)는 BAA의 공동 설립자이자 38년간 비서였다.

## 출판물
- Maunder, E. Walter (1899). 《The Indian Eclipse, 1898: Report of the Expeditions Organized by the British Astronomical Association ...》. London: Hazel, Watson, and Viney, Ld. 2008년 4월 17일에 확인함.
- Maunder, E. Walter (1900). 그리니치 천문대—초판: 런던: 종교 소책자 협회[7]
- Maunder, E. Walter (1904). 《Astronomy without a Telescope》. London: W. Thacker and Co. 2008년 4월 17일에 확인함. maunder edward.
- Maunder, E. W. (1904). 《Note on the Distribution of Sun-Spots in Heliographic Latitude, 1874–1902》. 《Monthly Notices of the Royal Astronomical Society》 64. 747–761쪽. Bibcode:1904MNRAS..64..747M. doi:10.1093/mnras/64.8.747.
- Maunder, E. (1908). 《Astronomy of the Bible: An Elementary Commentary on the Astronomical References of Holy Scripture》. New York: Mitchell Kennerley (reprinted in 2007).[8]
- Maunder, A. and E. (1910). 《The Heavens and their Story》. London: Charles H. Kelly.
- Maunder, E. Walter (1912). 《The Science of the Stars》. London: T.C. and E.C. Jack.
- Maunder, E. Walter (1913). 《Are the Planets Inhabited?》. New York: Harper and Brothers. 2008년 4월 17일에 확인함.

## 기념
2022년 잉글리시 헤리티지는 그 해 후반에 런던 브록리에 있는 그들의 옛집에 애니와 월터 마운더를 기념하는 블루 플라크가 설치될 것이라고 발표했다. 마운더 부부는 브록리에 살면서 《천국과 그들의 이야기》를 썼다.

## 더 읽어보기
- 헥터 맥퍼슨 (1905). 《오늘날의 천문학자들과 그들의 작업》. 갤 & 잉글리스. 62쪽. 노먼 록키어 전기. 헥터 맥퍼슨 저, 런던: 갤 & 잉글리스, 1905

- A. J. Kinder "에드워드 월터 마운더: 그의 삶과 시대" Journal of the British Astronomical Association Vol. 118 (1) 21–42 (2008).

- Willie Wei-Hock Soon and Steven Haywood Yaskell "마운더 극소기와 변동하는 태양-지구 연결 (세계 과학 출판사: 2003)